# Komp'juterra
Komp'juterra (in russo: Компьютерра) è una rivista russa settimanale riguardante i computer. È stata fondata da Dmitrij Mendreljuk con sede a Mosca e la prima edizione è stata pubblicata il 21 dicembre 1992 dalla OOO Žurnal "Komp'juterra". La rivista è stata pubblicata in edizione cartacea per 812 numeri fino al 15 dicembre 2009, quando si decise di pubblicare esclusivamente in formato digitale.
La differenza principale della rivista dalle altre del suo genere è che oltre a scrivere articoli riguardanti i computer in se, pubblica anche analisi filosofiche sulla vita delle persone che hanno a che fare con i computer.

## Redazione
Nel tempo la rivista ha avuto vari redattori elencati di seguito:
- Dmitrij Mendreljuk (1992-1994, 2006)
- Aleksej Dement'ev (1994-1995)
- Jurij Zajnašev (1995)
- Georgij Kuznecov (1995-1998)
- Evgenij Kozlovskij (1998-2004)
- Sergej Leonov (2004-2006)
- Vladimir Guriev (2007-2008)
- Vladislav Birjukov (dal 2008)